# Macrobrachium vollenhovenii
Macrobrachium vollenhovenii är en kräftdjursart som först beskrevs av Jan Adrianus Herklots 1857.  Macrobrachium vollenhovenii ingår i släktet Macrobrachium och familjen Palaemonidae. Inga underarter finns listade i Catalogue of Life.